# Hatfield Automobile Truck Company

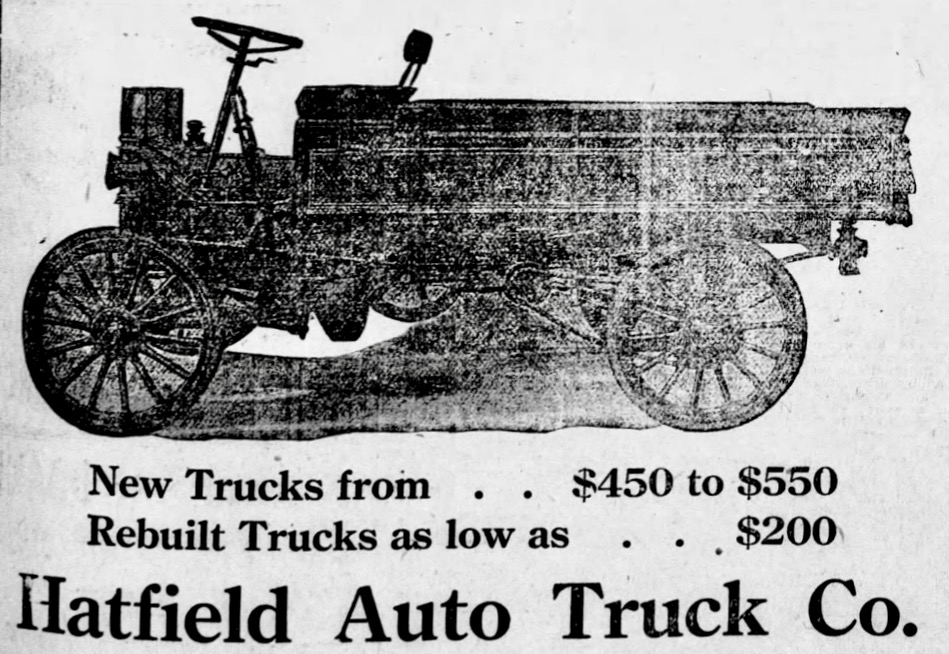
Lkw von Hatfield

Hatfield Automobile Truck Company, vorher Hatfield Motor Vehicle Company, war ein Hersteller von Nutzfahrzeugen aus den USA. In Anzeigen findet sich auch die Kurzform Hatfield Auto Truck Co.

## Unternehmensgeschichte
Charles B. Hatfield hatte von 1906 bis 1908 die Hatfield Motor Vehicle Company in Ohio geleitet und dort Personenkraftwagen und Lastkraftwagen hergestellt.
1910 gründete er das neue Unternehmen in Cortland, wobei er zunächst die alte Firmierung übernahm. Im gleichen Jahr begann die Produktion von Lkw und Omnibussen. Der Markenname lautete Hatfield.
1911 erfolgte der Umzug nach Cornwall on Hudson. Noch im gleichen Jahr zog das Unternehmen nach Elmira und benannte sich um. Alle genannten Städte liegen im US-Bundesstaat New York.
1914 endete die Produktion.

## Fahrzeuge
Die Fahrzeuge werden als primitiv beschrieben. Sie hatten einen Dreizylindermotor und Luftkühlung. Die Motorleistung wurde über ein Friktionsgetriebe und zwei Ketten an die Hinterräder übertragen. Verschiedene offene und geschlossene Aufbauten standen zur Wahl. Sie hatten zwischen 0,5 und eine Tonne Nutzlast. Mindestens eine Ausführung hatte den Fahrersitz oberhalb der Vorderachse.
Außerdem gab es einen Bus mit zehn Sitzen.